# Mário Dorminsky
Francisco Mário Dorminski de Carvalho (Porto, Paranhos, 30 d'abril de 1955), més conegut com Mário Dorminsky, va ser el fundador da revista Cinema Novo, el 1978, de Cinema Novo, C.R.L., el 1988 i del Fantasporto, amb la seva rdpods l'any 1981. Es considera el festival de cinema més gran portuguès.
És fill de Mário Dorminsky de Carvalho, d'origen polonès, i de la seva dona Amélia da Conceição Fernandes, i està casat amb Beatriz Pacheco Pereira.
Sempre s'ha dedicat a diverses expressions de la cultura, en particular el cinema, la música i les belles arts, com ara mànager, productor i comissari. Va treballar durant quatre anys en despatxos d'arquitectura, va ser professor d'educació secundària, periodista professional, ha tingut experiència política, com a conseller escollit el Vila Nova de Gaia, del 2005 al 2013, sent llavors responsable de la política cultural de la ciutat.
Actualment és director (executiu en cap) del Cinema Novo, C.R.L. i corresponsable de l'organització del festival Fantasporto, un esdeveniment cinematogràfic de cinema fantàstic que se celebra des de 1981 a la ciutat de Porto, sent escriptor i columnista en alguns mitjans.
Del 2005 al 21 de setembre de 2013 va desenvolupar 8 anys d'activitat política a Vila Nova de Gaia com a "Regidor de cultura, patrimoni i turisme", havent estat també membre de la Administració de l'empresa municipal Gaianima, encarregada de la gestió del patrimoni cultural i de l'oci i oci cultural a Vila Nova de Gaia i en diverses ocasions en relació amb Porto. Ha estat membre de les més diverses entitats en l'àmbit del turisme, entre d'altres, president de l'Associação de Turismo do Porto/PCB, de Cultura com a membre del Consell de Cultura de l'Àrea Metropolitana de Porto, president del Conselho de Cultura do Eixo Atlântico o membre de la Comissió Nacional del Patrimoni Cultural Immaterial de Portugal, organisme dependent del Ministeri de Cultura. Va liderar l'organització de la 1a Capitalitat Cultural de l'Eixo Atlântico a Vila Nova de Gaia.
Va cursar arquitectura a l'Escola Superior de Belas-Artes do Porto i filosofia a la Facultat de Lletres, ambdues a la Universitat de Porto. Després d'una intensa activitat en arquitectura, especialment al Programa SAAL - Servei Local de Suport Ambulatori i a diversos despatxos d'arquitectura, va ser professor de secundària a l'àrea d'educació visual, dedicant-se posteriorment, a partir de 1981, al periodisme com a activitat professional.
O Primeiro de Janeiro va ser el diari on va començar la seva activitat com a col·laborador habitual, seguit de Notícias da Tarde, Jornal de Notícias i  O Comércio do Porto. Paral·lelament, era delegat per al Nord del diari SETE i col·laborava com a columnista en mitjans com Semanário, Expresso, Jornal de Letras, entre d'altres. Durant anys, va acollir programes de cinema a televisió i ràdio (Rádio e Televisão de Portugal/Antena 1 (RDP), Rádio Nova, etc. Va col·laborar en diverses revistes estrangeres, concretament com a delegat portuguès de Variety.
Des del 1976 Mário Dorminsky ha estat implicat en el món del cinema professional. En l'àmbit empresarial, va fundar dues distribuïdores de cinema. Ecofilmes i Cinema Novo. A Ecofilmes també va ser corresponsable del llançament de consoles Sega i programari (videojocs) a Portugal i, a CINEMA NOVO, després d'haver desenvolupat activitats específiques en gestió financera, recursos humans i màrqueting, actualment és encarregat de la coordinació del Festival Internacional de Cinema de Porto, conegut com a Fantasporto.
Cinema Novo també destacaria per les seves activitats al voltant de la producció cinematogràfica, l'edició de revistes i llibres, esdeveniments musicals, activitats relacionades amb les més diverses valències de la Cultura i el Coneixement, però sobretot per a la creació de l'esdeveniment nacional de cinema d'impacte internacional més gran i significatiu celebrat a Portugal, el Festival Internacional de Cinema do Porto  – Fantasporto – que se celebra anualment des de 1981.
Com a part de la seva activitat al Cinema Novo, va organitzar festivals de cinema d'alt nivell a Braga, Vila Nova de Gaia i Funchal entre d'altres.
Mário Dorminsky ha estat membre de nombrosos jurats a festivals de cinema celebrats arreu del món, com el Festival Internacional de Cinema de Canes, participant contínuament des dels anys setanta als Mercats Internacionals de Cinema, també destacant com a conferenciant, activitat per a la qual és convocat amb freqüència, sobretot a l'estranger.